# الكسندر فيرغسون ماكلارين
الكسندر فيرغسون ماكلارين هو سياسي كندي، ولد في 3 فبراير 1854، وتوفي في 19 أبريل 1917 في تورونتو في كندا. حزبياً، نشط في حزب كندا المحافظ. وقد انتخب عضو مجلس العموم الكندي.